# Crysis
Crysis là trò chơi điện tử khoa học viễn tưởng bắn súng góc nhìn thứ nhất phát triển bởi Crytek (chi nhánh tại Frankfurt, Đức) và phát hành bởi Electronic Arts cho hệ điều hành Windows vào tháng 11 năm 2007. Đây một trong bộ ba phần mà nhà phát triển dự tính thực hiện. Một phiên bản khác có tên Crysis Warhead phát hành vào ngày 12 tháng 9 năm 2008, trò chơi lấy bối cảnh và có lối chơi giống như Crysis nhưng cốt truyện đi theo một diễn biến khác. Crysis, Crysis Warhead và phiên bản chuyên dùng chơi nối mạng là Crysis Wars được phát hành thành một gói có tên Crysis Maximum Edition vào ngày 05 tháng 5 năm 2009. Phiên bản tiếp theo của nó là Crysis 2 phát hành vào ngày 22 tháng 3 năm 2011.
Trò chơi lấy bối cảnh năm 2020 một cấu trúc khổng lồ do người ngoài hành tinh tạo ra được phát hiện chôn trong ngọn núi thuộc quần đảo Lingshan phía Đông Philippines. Trong phần chơi đơn người chơi sẽ vào vai Jake Dunn với biệt danh Nomad thuộc lực lượng Delta Force. Nomad được trang bị nhiều vũ khí và dụng cụ hỗ trợ hiện đại của tương lai, trong đó đặc biệt là áo giáp Nano, một trong những trang bị mà các lực lượng quân sự đang cố gắng phát triển. Trong Crysis người chơi sẽ chiến đấu với cả hai kẻ thù là quân lính Triều Tiên đang dự tính chiếm cấu trúc này trước cùng sinh vật ngoài trái đất đang dự tính trỗi dậy và đóng băng trái đất trong các môi trường khác nhau trên và xung quanh đảo.

## Tổng quan

### Cốt truyện
Trò chơi bắt đầu vào năm 2020 khi quân đội Triều Tiên, được lãnh đạo bởi Tướng Ri-Chan Kyong, kiểm soát đảo Lingshan. Một đoàn các nhà khảo cổ người Mỹ, lãnh đạo bởi Tiến sĩ Rosenthal, gửi một tín hiệu khẩn cấp cho biết họ đã phát hiện ra một cái gì đó mà có thể thay đổi thế giới. Do đó đội Raptor được gửi tới đảo, với nhiệm vụ chính là sơ tán và bảo vệ các thông tin giá trị mà họ có. Đội bao gồm Nomad, Psycho, Aztec, Jester và đội trưởng Prophet, được trang bị Nanosuits, giúp bảo vệ khỏi đạn và các vụ nổ cũng như tăng sức mạnh và kĩ năng. Khi họ nhảy xuống đảo, một vật thể bay không xác định đập vào Nomad, và đội bị chia ra. Vụ tai nạn đã làm vô hiệu hóa Nanosuit của Nomad và phá hủy dù, nhưng anh ta vẫn sống vì hạ cánh xuống nước và bộ đồ đã chịu tác động của việc hạ cánh. Sau khi lên bờ, Prophet sửa lại bộ đồ của Nomad.
Đội Raptor tập hợp lại sau cú nhảy, Aztec bị giết vật thể chưa biết. Khi đội tìm thấy anh ta, họ khám phá thứ giết anh ta cũng đã giết và chia cắt đội KPA gần đó. Các thành viên còn lại bắt đầu nhiệm vụ. Trên đường đi họ tìm ra con thuyền chở con tin bị đóng băng trên ngọn đồi gần bờ biển. Họ nhìn thấy người ngoài hành tinh, thứ mà đã tấn công đội, một thiết bị bay của người ngoài hành tinh lẻn vào đội và chụp lấy Jester, giết anh ta một cách nhanh chóng. Con tin đầu tiên đội giải cứu là đặc vụ CIA, người được gửi đến để theo dõi Tiến sĩ Rosenthal. Trong rừng, Nomad tìm thấy con tin khác tên Badowski chết với mảnh băng sau lưng, giống như cuộc chiến của KPA và thiết bị ngoài hành tinh gần đó. Sau khi Nomad tập hợp lại với Prophet, Prophet bị giết bởi một thiết bị bay khác. Sau đó Nomad liên lạc với chỉ huy Clarence Strickland của quân đội Mỹ nếu muốn hủy nhiệm vụ khi có nhiều thành viên trong đội bị giết hoặc mất tích, Nomad từ chối, anh ta nói có thể hoàn thành nhiệm vụ.
Nomad tìm đường đến khu nghiên cứu của Tiến sĩ Rosenthal, nơi mà ông ta tìm ra một tảng hóa thạch 2 triệu năm tuổi. Các hiện vật được khai quật giống như những thứ đã tấn công đội. Rosenthal cũng thấy các vật thể tương tự ở Afghanistan và Siberia, cho thấy rằng người ngoài hành tinh xuất hiện ở toàn cầu, không chỉ trên hòn đảo này. Trong khi Rosenthal quét các vật thể, nó phát ra xung năng lượng đóng băng Tiến sĩ Rosenthal. Nanosuit của Nomad đã cứu anh ta. Nomad sau đó hẹn với một VTOL, sau khi loại bỏ bốn người thuộc nhóm lực lượng đặc biệt KPA được trang bị Nanosuit gần khu vực hạ cánh. Ông thông báo cho cấp trên của mình về điều này, bởi vì quân đội Mỹ đã hy vọng ngăn chặn người Triều Tiên tiếp thu công nghệ Nanosuit.
Quân đội Mỹ sau đó bắt đầu một cuộc xâm lược toàn diện trên hòn đảo, dẫn đầu bởi Thiếu tá Strickland. Khi các lực lượng Mỹ tiếp tục đến khu vực khai quật chính, ngọn núi trung tâm trên đảo bắt đầu tan rã, để lộ ra một cấu trúc ngoài hành tinh khổng lồ bên trong, gần bằng kích thước của ngọn núi. Nomad đi vào khu vực khai quật tại chân núi, nhưng bị bắt bởi quân của Kyong. Kyong vô hiệu hóa Nanosuit của Nomad, và đồng hồ Nomad, bất lực, khi Kyong bắn một con tin vào đầu và sau đó kích nổ bom để mở cấu trúc. Một xung năng lượng phát ra từ cấu trúc và giết chết quân của Kyong; xung cũng kích hoạt Nanosuit của Nomad. Kyong, cũng mặc một chiếc Nanosuit, tấn công Nomad, nhưng Nomad giết ông ta. Khi núi tiếp tục bị sụp đổ, VTOL đã di tản con tin cuối cùng, con gái của Tiến sĩ Rosenthal, Helena, nhưng không thể cứu được Nomad.
Nomad bị mắc kẹt và quyết định tiếp tục với cấu trúc ngoài hành tinh. Nó sớm biến thành một môi trường không trọng lực. Nomad sử dụng thủy lực của mình để di chuyển và gặp những người ngoài hành tinh thù địch. Anh cũng thấy một lực lượng xâm lược có thể bao gồm nhiều người máy ngoài hành tinh. Nomad đã trốn thoát, nhưng cấu trúc tạo ra một khối năng lượng khổng lồ đóng băng mọi thứ bên trong cấu trúc của nó đến -200 °F (-129 °C). Khi ở bên ngoài, Nomad bị tấn công bởi nhiều người máy ngoài hành tinh khác nhau trước khi tìm ra Prophet. Prophet đã có thể chế tạo vũ khí bằng cách sử dụng công nghệ của người ngoài hành tinh, Máy gia tốc phân tử (MOAC). Nanosuit của Prophet trục trặc, yêu cầu anh ta phải dừng lại và nạp bằng nguồn nhiệt, chẳng hạn như các xác tàu cháy của xe quân sự. Cả hai rời khu vực băng và giải cứu Helena, người mà VTOL đã bị rơi. Prophet rời đi với Helena trên một VTOL khác. Tại điểm sơ tán của Hoa Kỳ, một trong những VTOL cuối cùng giải cứu Nomad khỏi một exosuit ngoài hành tinh có bốn chân không thể ngăn cản. Khi exosuit về để tiêu diệt VTOL, Major Strickland thu hút sự chú ý của nó bằng cách bắn vào nó bằng cách sử dụng một khẩu súng máy và exosuit đã giết Strickland. Khi họ rời đảo, phi công bị giết và động cơ bị hư hại. Nomad bay VTOL trở lại tàu sân bay USS Constitution (CVN-80)) trong khi chống lại người ngoài hành tinh trên đường đi.
Khi đến nơi, anh gặp lại với Psycho và sau đó gặp Đô đốc Richard Morrison giải thích rằng một cuộc tấn công hạt nhân đã được lệnh tấn công khu vực băng. Helena cảnh báo ông rằng người ngoài hành tinh có thể hấp thụ năng lượng, nhưng Đô đốc lờ cô đi. Prophet bay một VTOL trở lại đảo để chống lại mệnh lệnh. Mặc cho sự rời khỏi của Prophet, tên lửa hạt nhân được phóng ra tới khu vực băng. Vụ nổ làm cho khu vực băng mở rộng và thúc đẩy một cuộc phản công lớn của người ngoài hành tinh.
Nomad được lệnh sửa chữa một trong những lò phản ứng hạt nhân bị hư hỏng. Nanosuit có khả năng chống lại bức xạ cao, dẫu cho phơi nhiễm kéo dài rất nguy hiểm. Trong khi Nomad đang ở trong phòng lò phản ứng, Helena gửi một tín hiệu thử nghiệm qua bộ đồ của Nomad khiến cho nhiều cỗ máy ngoài hành tinh hấp thụ quá nhiều năng lượng bị quá tải và phá hủy chúng. Khi Nomad trở về boong máy bay, Đô đốc Morrison bị giết và Nomad lấy nguyên mẫu TAC-Cannon. Trên boong máy bay, Nomad chiến đấu với một exosuit ngoài hành tinh tương tự như thứ đã giết Strickland. Một tàu chiến ngoài hành tinh khổng lồ sau đó nổi lên từ biển, và Helena đã vô hiệu lá chắn của nó bằng cách gửi một tín hiệu thông qua Nanosuit của Nomad. Nomad sau đó sử dụng TAC-Cannon để tiêu diệt tàu chiến ngoài hành tinh, tàu chiến rơi xuống và tàu sân bay bắt đầu chìm. Nomad chạy qua boong máy bay và nhảy khỏi tàu sân bay vào VTOL đang chờ đợi, được điều khiển bởi Psycho. Khi chúng bay đi, Helena gần như bị lôi ra khỏi máy bay bởi trường năng lượng được tạo ra bởi chiến hạm ngoài hành tinh bị phá hủy. Con tàu kéo Constitution xuống dưới mặt nước và bốc hơi, tạo ra một cơn lốc lớn nhấn chìm và phá hủy toàn bộ hạm đội tàu sân bay. Psycho sau đó nhận được một tin truyền dẫn rằng có một nhóm tấn công tàu sân bay nữa đang trên đường đến và đề nghị gặp họ. Nomad phản đối, cho rằng kể từ khi họ biết cách đánh bại người ngoài hành tinh, họ cần phải tiếp tục chiến đấu. Một tin truyền dẫn từ Prophet, người ở trong bãi năng lượng trên đảo, sau đó đã được nhận. VTOL sau đó được nhìn thấy quay đầu và trở lại hòn đảo.

## Phát triển

### Game engine
Crysis sử dụng giao diện lập trình ứng dụng của Microsoft là Direct3D 10 để dựng hình đồ họa, nó bao gồm luôn trình soạn thảo đã được sửa đổi để sử dụng bởi Crytek để dựng nên trò chơi. Trò chơi sử dụng công cụ mới là CryEngine 2 phiên bản cải tiến của CryEngine sử dụng trong Far Cry. CryEngine 2 là một trong những công cụ đầu tiên sử dụng Direct3D 10 (DirectX 10) dùng trên hệ điều hành Windows Vista, nhưng nó cũng dùng DirectX 9 để chạy trên Windows Vista và Windows XP
Roy Taylor, Phó Chủ tịch khâu Quan hệ tại NVIDIA đã nói về độ phức tạp của công cụ dựng hình này bắt đầu với việc Crysis có hàng triệu mã lệnh, sử dụng đến 1 GB hình ảnh phủ bề mặt và 85.000 hiệu ứng.
Việc thiết lập độ phân giải, cấu hình và các hiệu ứng cao nhất là không khả thi khi Crysis lần đầu tiên phát hành trên máy tính.

## Đón nhận

### Đánh giá
Khi phát hành Crysis đã nhận được rất nhiều nhận xét tích cực. Trò chơi được đánh giá với số điểm là 98% trên tạp chí PC Gamer trong số phát hành ngày lễ 2007, điều này khiến nó trở thành một trong những trò chơi được PC Gamer đánh giá cao nhất cùng với Half-Life 2 và Sid Meier's Alpha Centauri. GameSpot thì đánh giá trò chơi với số điểm là 9.5 trên 10 với lời nhận định "Trò chơi dễ dàng trở thành trò bắn súng hay nhất". GameSpy đánh giá trò chơi với số điểm là 4.5 trên 5 nói rằng ý tưởng về bộ giáp là rất hay nhưng phần chơi nối mạng không có phần đối đầu nhau. X-Play thì cho 3 trên 5 điểm với việc khen ngợi hình ảnh và hiệu ứng vật lý nhưng chỉ trích cấu hình quá mạnh vượt tầm với của những người chơi có máy với cấu hình trung bình. GamePro đánh giá Crysis đạt 4.75 trên 5 và đánh giá "Trò chơi là một bước tiến lớn của trò chơi máy tính" nhưng cũng nói là trò chơi có bước tiến lớn đến đòi hỏi cấu hình cực mạnh. IGN thì đánh giá số điểm là 9.4 trên 10.

### Doanh thu
Theo The simExchange thì NPD Group đã chuyển 86.633 bản đến các điểm bán lẻ trong hai tuần đầu phát hành tại thị trường Bắc Mỹ, khi số lượng chuyển đi này vượt mong đợi của họ thì doanh số bán hành tổng thể được xem là đáng thất vọng. Hai tháng sau khi Electronic Arts tổng kết quý thì báo cáo nói rằng Crysis đã đạt đến mốc 1 triệu bản được phát hành vượt mong đợi của họ. Tháng 6 năm 2008, Cevat nói rằng trong khi hy vọng của họ đã không được đáp ứng khi phát hành trên các hệ máy sử dụng tay cầm, thì trò chơi đã đạt đến kỳ vọng của họ khi đến tháng 8 năm 2008 trò chơi đã mang lại 22 triệu USD lợi nhuận cho họ. Đến tháng 5 năm 2010 đã có 3 triệu bản được tiêu thụ đã khiến nó trở thành một trong các trò chơi bán chạy nhất mọi thời đại.

### Danh hiệu
GameSpot đã trao danh hiệu Trò bắn súng hay nhất năm 2007 cùng danh hiệu Đồ họa đẹp nhất: Kỹ thuật và Trò chơi máy tính hay nhất. PC Gamer đã trao danh hiệu Trò chơi của năm và Trò chơi hành động của năm. Gamereactor thì trao danh hiệu Trò chơi hành động hay nhất năm 2007. IGN trao cho Crysis danh hiệu Sự lựa chọn hoàn hảo.

## Crysis Warhead
Crysis đã được công bố là game đầu tiên trong bộ ba của Crytek. Mặc dù vậy, trò chơi tiếp theo được phát hành dưới tên Crysis không phải là chương thứ hai trong bộ ba. Được phát hành trên Microsoft Windows vào ngày 16 tháng 9 năm 2008 tại Bắc Mỹ và ngày 19 tháng 9 năm 2008 tại châu Âu, Crysis Warhead là một bản mở rộng độc lập cho phép người chơi chơi theo câu chuyện được kể trong Crysis gốc, nhưng lần này qua góc nhìn của Sgt. Michael Sykes, còn được gọi là "Psycho".